# Pod Šipínem
Pod Šipínem je přírodní památka přibližně tři kilometry východně od obce Okrouhlé Hradiště v okrese Tachov. Důvodem ochrany je bohatá lokalita pérovníku pštrosího (Matteuccia struthiopteris), který roste v podrostu olšiny na břehu Úterského potoka.